# إل تشالتين
 إل تشالتين (بالإسبانية: El Chaltén)، هي قرية جبلية صغيرة تقع في محافظة سانتا كروز، الأرجنتين، على ضفاف نهر ريو دي لاس فويلتاس، داخل المتنزه الوطني لوس غلاسياريس، عند قاعدة جبال  سيرو توري [الإنجليزية] وجبل فيز روي، وهي تعد من بين الجبال المشهورة بالتسلق. وتبعد إل تشالتين عن إل كالافاتي بـ: 220 كم شمالا. كما تشتهر بأنها وجهة مفضلة لمحبي ممارسة رياضة المشي والتنزه لمسافات طويلة.

## الموقع

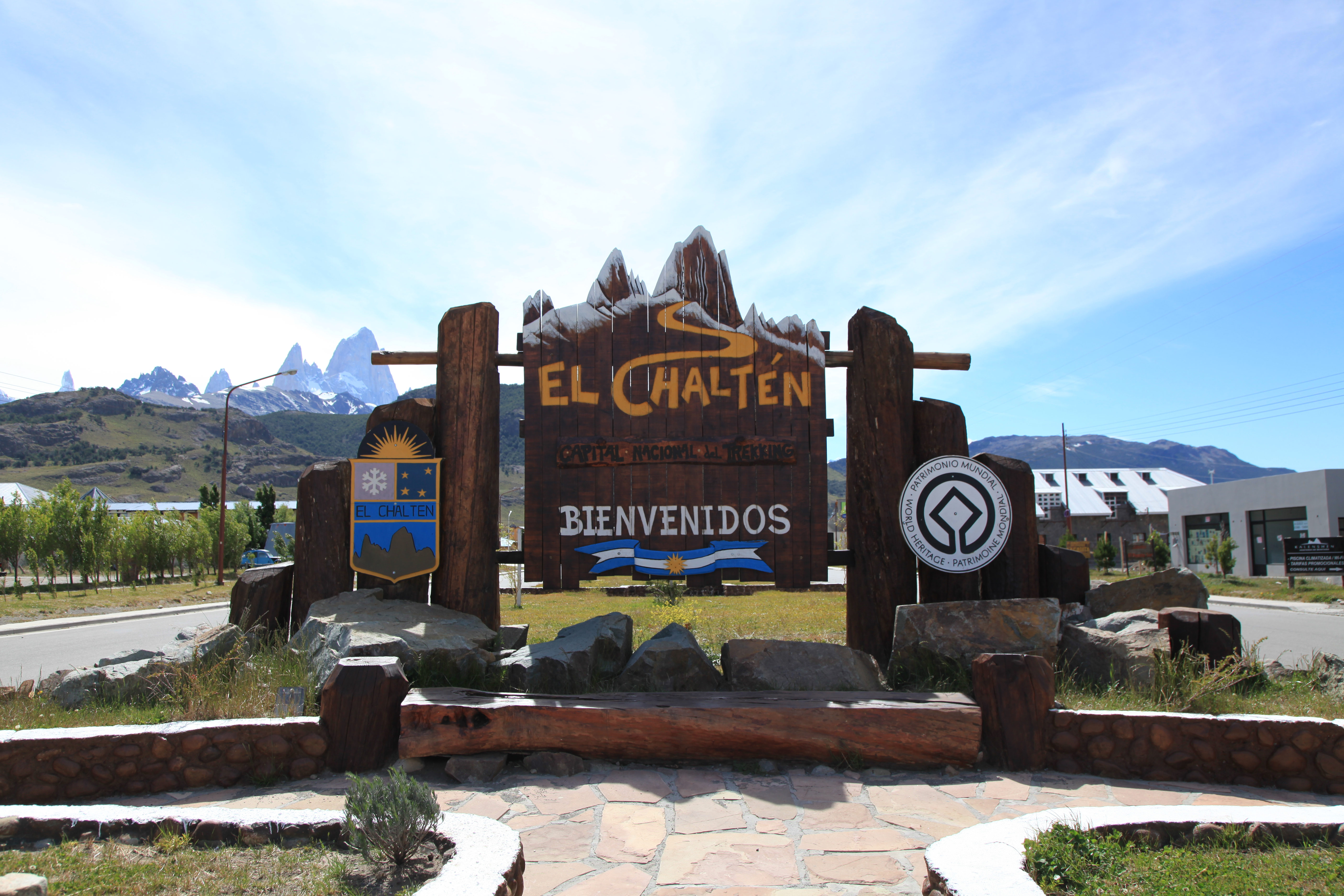
إل تشالتين

تقع إل تشالتين على حافة 12363 كم 2 (4773 ميل مربع) من حقل بتاغونيا الجليدي الجنوبي، حيث يعيش فيه مايقارب الـ 350 شخصًا. وتعتبر إل تشالين في الوقت الحالي، وجهة سياحية بارزة الأهمية. حيث تكسو الثلوج المنازل والأبنية غالبا طوال أشهر السنة. 

## تاريخ
في عام 1985، نشب نزاع حدودي بين الأرجنتين وشيلي حيث طالبت كل دولة بضم إل تشالتين إلى حدودها. وانتهى النزاع فيما بعد بضمها إلى الأرجنتين. 

## السياحة

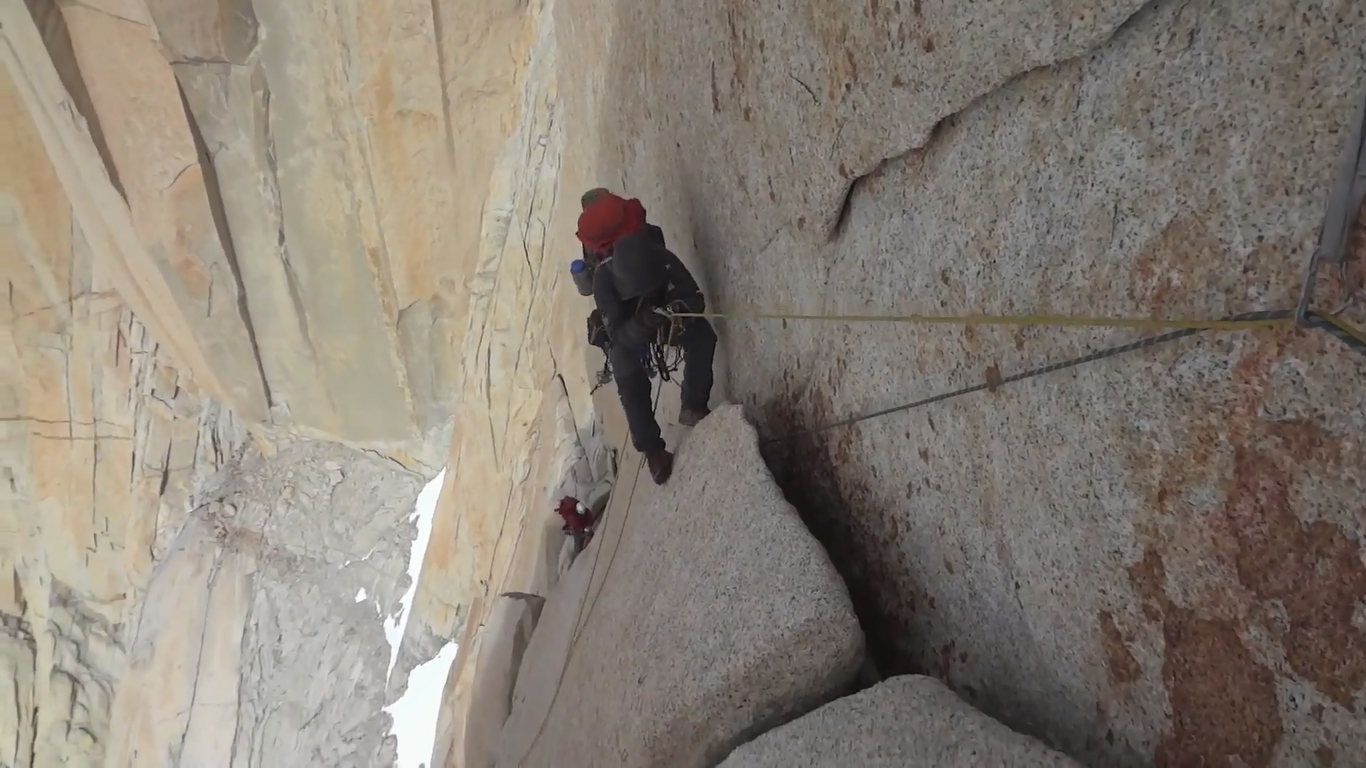
متسلقون على تلة سيرو توري - إل تشالتين.

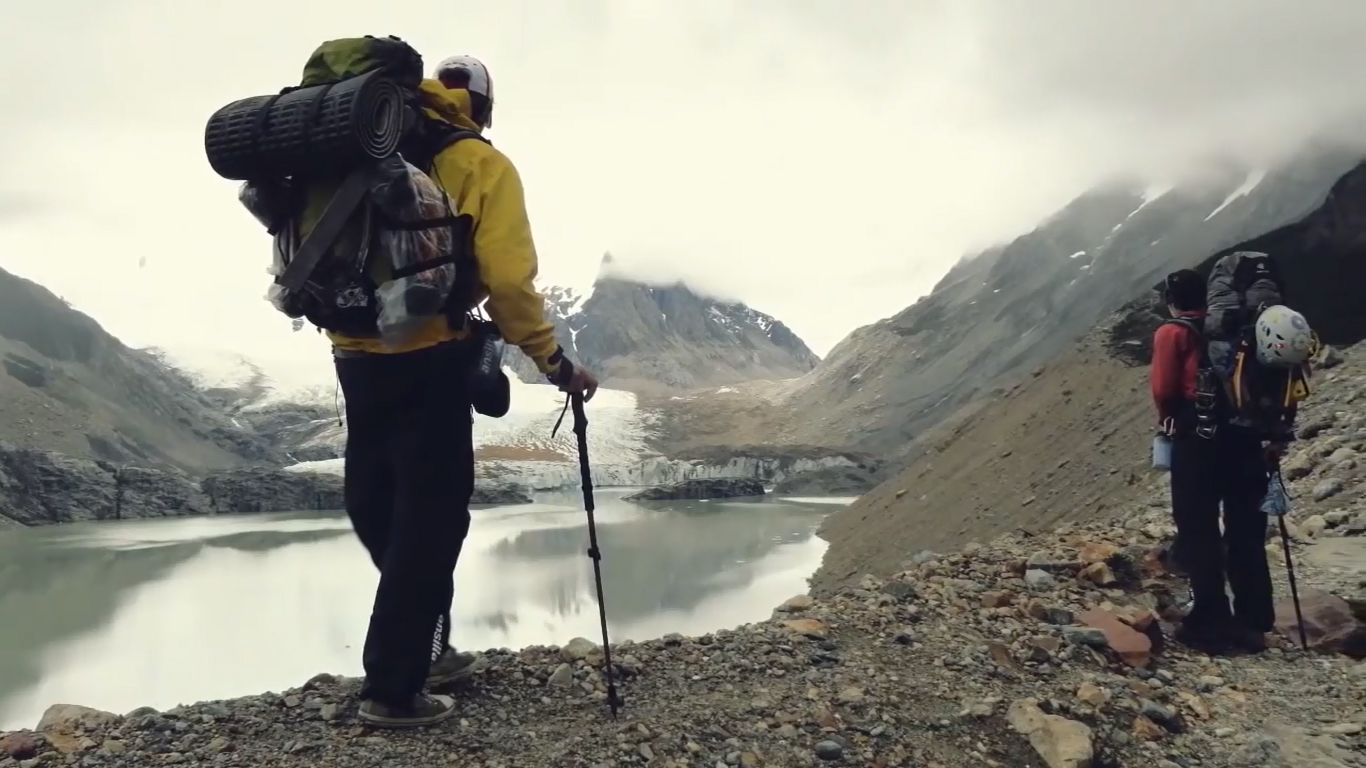
متسلقون في سيرو توري - إل تشالتين.

حازت إل تشالتين على المرتبة الثانية في تصنيف «أفضل المدن في العالم لتعرف» في أكتوبر 2014، الذي أجراه دليل السفر لونلي بلانيت في عام 2015.

## المناخ
يغلب على ال تشالتين  المناخ المحيطي الذي يتميز بشتاء قليل البرودة وصيف حار وجاف، حيث تصل درجات الحرارة  في أقصاها إلى 18 درجة مئوية (64.4 درجة فهرنهايت) خلال النهار، وتكون أقل من 5 درجات مئوية (41 درجة فهرنهايت) خلال الليل. كما يشهد المناخ تساقطا غير منتظم للأمطار  على مدار السنة. 
| البيانات المناخية لـ{{{location}}}                    | البيانات المناخية لـ{{{location}}} | البيانات المناخية لـ{{{location}}} | البيانات المناخية لـ{{{location}}} | البيانات المناخية لـ{{{location}}} | البيانات المناخية لـ{{{location}}} | البيانات المناخية لـ{{{location}}} | البيانات المناخية لـ{{{location}}} | البيانات المناخية لـ{{{location}}} | البيانات المناخية لـ{{{location}}} | البيانات المناخية لـ{{{location}}} | البيانات المناخية لـ{{{location}}} | البيانات المناخية لـ{{{location}}} | البيانات المناخية لـ{{{location}}} |
| الشهر                                                 | يناير                              | فبراير                             | مارس                               | أبريل                              | مايو                               | يونيو                              | يوليو                              | أغسطس                              | سبتمبر                             | أكتوبر                             | نوفمبر                             | ديسمبر                             | المعدل السنوي                      |
| ----------------------------------------------------- | ---------------------------------- | ---------------------------------- | ---------------------------------- | ---------------------------------- | ---------------------------------- | ---------------------------------- | ---------------------------------- | ---------------------------------- | ---------------------------------- | ---------------------------------- | ---------------------------------- | ---------------------------------- | ---------------------------------- |
| الدرجة القصوى °م (°ف)                                 | 30.3 (86.5)                        | 28.4 (83.1)                        | 25.6 (78.1)                        | 23.8 (74.8)                        | 20.4 (68.7)                        | 19.9 (67.8)                        | 17.5 (63.5)                        | 17.6 (63.7)                        | 19.5 (67.1)                        | 22.5 (72.5)                        | 25.2 (77.4)                        | 26.5 (79.7)                        | 30.3 (86.5)                        |
| متوسط درجة الحرارة الكبرى °م (°ف)                     | 18.0 (64.4)                        | 17.0 (62.6)                        | 15.2 (59.4)                        | 12.7 (54.9)                        | 8.1 (46.6)                         | 6.4 (43.5)                         | 6.3 (43.3)                         | 7.0 (44.6)                         | 9.4 (48.9)                         | 12.8 (55.0)                        | 14.4 (57.9)                        | 16.2 (61.2)                        | 12.0 (53.6)                        |
| المتوسط اليومي °م (°ف)                                | 12.2 (54.0)                        | 11.4 (52.5)                        | 9.7 (49.5)                         | 7.7 (45.9)                         | 3.9 (39.0)                         | 2.5 (36.5)                         | 2.4 (36.3)                         | 2.8 (37.0)                         | 4.4 (39.9)                         | 7.6 (45.7)                         | 9.0 (48.2)                         | 11.0 (51.8)                        | 7.1 (44.8)                         |
| متوسط درجة الحرارة الصغرى °م (°ف)                     | 7.8 (46.0)                         | 7.3 (45.1)                         | 5.4 (41.7)                         | 3.6 (38.5)                         | 0.4 (32.7)                         | −0.9 (30.4)                        | −1.0 (30.2)                        | −1.2 (29.8)                        | 1.5 (34.7)                         | 4.1 (39.4)                         | 5.2 (41.4)                         | 7.1 (44.8)                         | 3.3 (37.9)                         |
| أدنى درجة حرارة °م (°ف)                               | −1.5 (29.3)                        | −2.5 (27.5)                        | −3.3 (26.1)                        | −13.0 (8.6)                        | −14.5 (5.9)                        | −20.2 (−4.4)                       | −16.3 (2.7)                        | −14.8 (5.4)                        | −11.3 (11.7)                       | −3.3 (26.1)                        | −4.4 (24.1)                        | −2.0 (28.4)                        | −20.2 (−4.4)                       |
| الهطول مم (إنش)                                       | 58 (2.3)                           | 62 (2.4)                           | 67 (2.6)                           | 92 (3.6)                           | 92 (3.6)                           | 90 (3.5)                           | 73 (2.9)                           | 67 (2.6)                           | 49 (1.9)                           | 63 (2.5)                           | 45 (1.8)                           | 50 (2.0)                           | 808 (31.8)                         |
| المصدر: Sistema de Clasificación Bioclimática Mundial |                                    |                                    |                                    |                                    |                                    |                                    |                                    |                                    |                                    |                                    |                                    |                                    |                                    |

## روابط خارجية
- الموقع الرسمي